# Iron (Aisne)
Iron ist eine französische Gemeinde mit 219 Einwohnern (Stand: 1. Januar 2022) im Département Aisne in der Region Hauts-de-France. Sie gehört zum Arrondissement Vervins, zum Kanton Guise und zum Kommunalverband Thiérache Sambre et Oise.

## Geographie

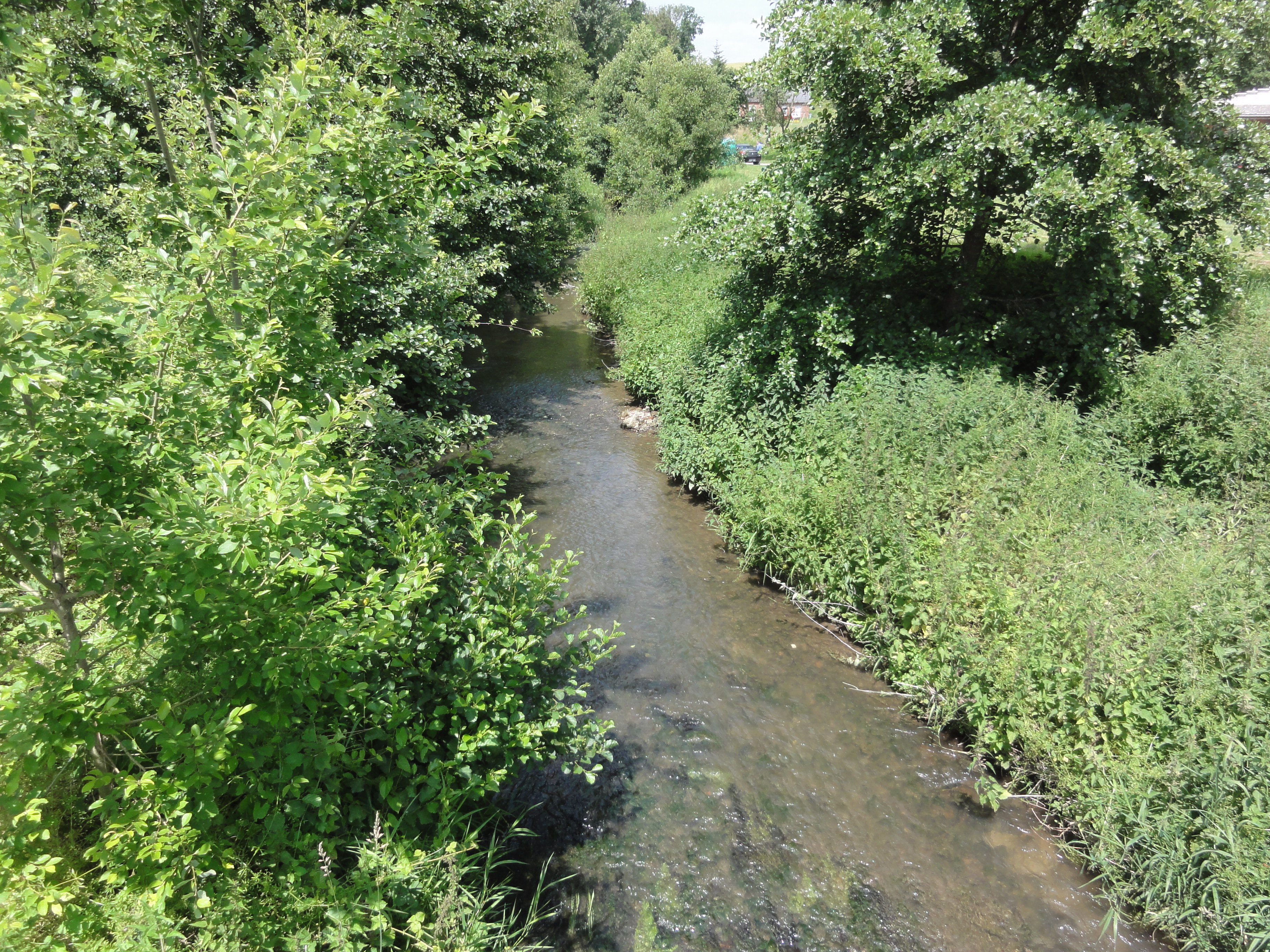
Der namensgebende Fluss Iron

Die Gemeinde Iron liegt im nördlichen Teil des Departements Aisne am Nordwestrand der Thiérache, rund 47 Kilometer von der Präfektur Laon und 32 Kilometer von der Unterpräfektur Saint-Quentin entfernt. Der Ort wird von Ost nach West vom Fluss Iron durchquert. Nachbargemeinden von Iron sind Dorengt im Nordosten, Lavaqueresse im Osten, Villers-lès-Guise im Südosten, Lesquielles-Saint-Germain im Südwesten, Hannapes im Westen sowie Vénérolles und La Neuville-lès-Dorengt im Nordwesten.

## Bevölkerungsentwicklung
| Jahr                       | 1962 | 1968 | 1975 | 1982 | 1990 | 1999 | 2006 | 2014 | 2022 |
| Einwohner                  | 332  | 300  | 276  | 287  | 284  | 225  | 226  | 242  | 219  |
| Quellen: Cassini und INSEE |      |      |      |      |      |      |      |      |      |

## Sehenswürdigkeiten

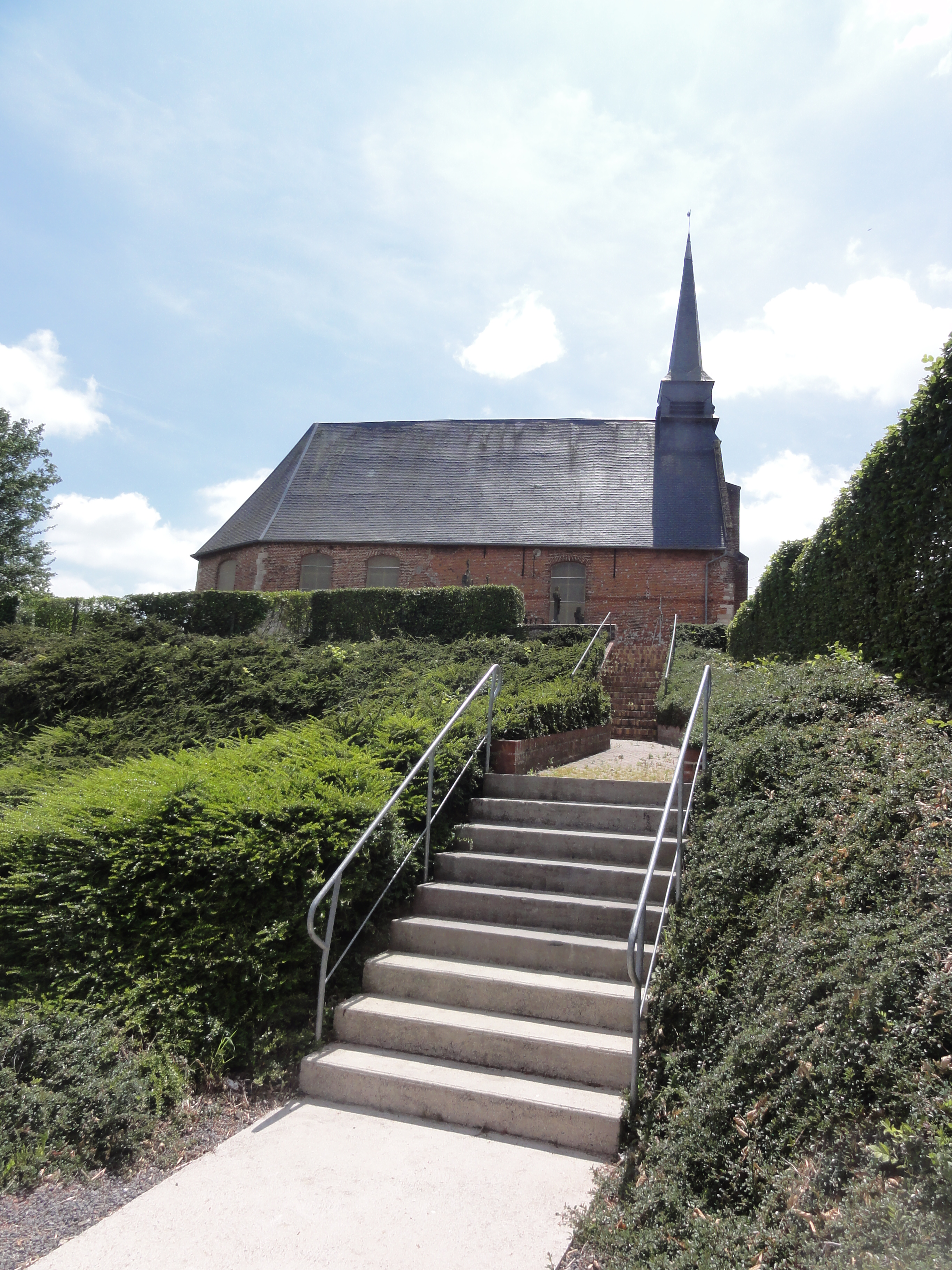
Kirche Saint-Denis

- Kirche Saint-Denis